# The Falcon's Adventure
The Falcon's Adventure é um filme de drama policial produzido nos Estados Unidos e lançado em 1946.